# Burg Herrstein
Die Burg Herrstein ist eine teilweise erhaltene Burg über dem Tal des Fischbachs in der rheinland-pfälzischen Gemeinde Herrstein im Landkreis Birkenfeld in Rheinland-Pfalz.

## Geschichte
Die Burg ist das älteste Gebäude von Herrstein und Ursprung der Stadtentwicklung. Sie wurde vor 1275 von Graf Heinrich I. gegründet. 1279 wurde ebenfalls ein vermutlich zur Burg gehörender Gutshof erwähnt.
Teile der Burg wurden ab 1742 zum Schloss Herrstein ausgebaut.

## Architektur

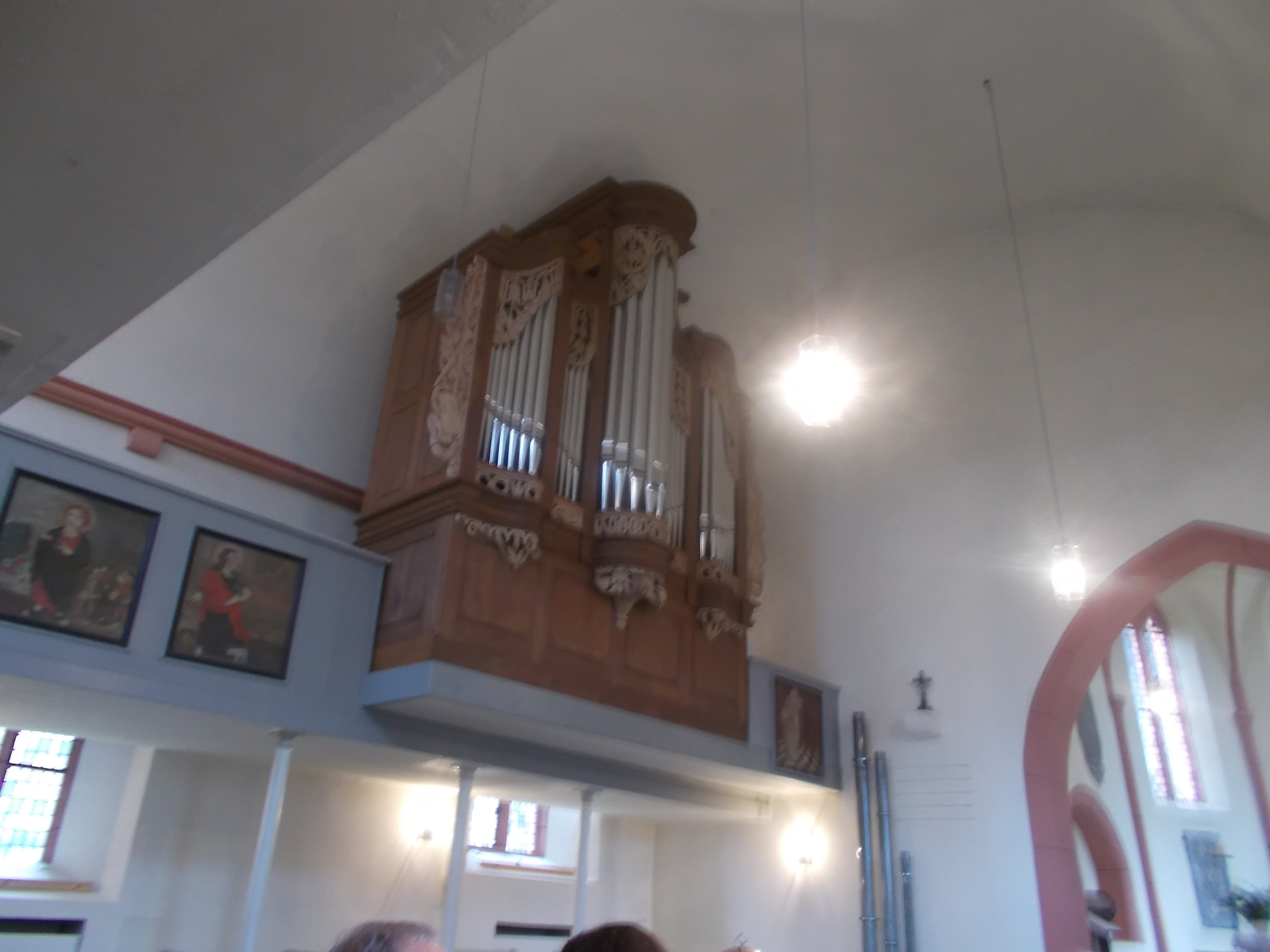
Stummorgel Herrstein (September 2014)

Die einst aus Ober- und Unterburg bestehende Burg hatte ursprünglich vier Türme, wovon heute noch drei erhalten sind (Glockenturm, der auch Schinderhannes-Turm genannte Gefängnisturm und der stumpfe Turm). Der bekannteste unter ihnen ist der sogenannte „Glockenturm“. Er ist der Bergfried und steht direkt neben der Schlosskirche. Das im Laufe der Jahrhunderte zerstörte hohe Herrenhaus wurde nach alten Ansichten im 19. Jahrhundert wieder aufgebaut.
Das Schloss Herrstein ist ein Bau mit Mansarddach und einem großen Gewölbekeller. Es befindet sich an der Stelle der ehemaligen Unterburg. Seit 1772 befindet sich in der Schlosskirche eine Stumm-Orgel. Heute wird die Schlosskapelle als Pfarrkirche genutzt.

## Veranstaltungen
Vor der Burg findet alljährlich im September im historischen Herrsteiner Ortskern das Schinderhannes-Räuberfest statt, ein Mittelaltermarkt.